# Christina Kubisch

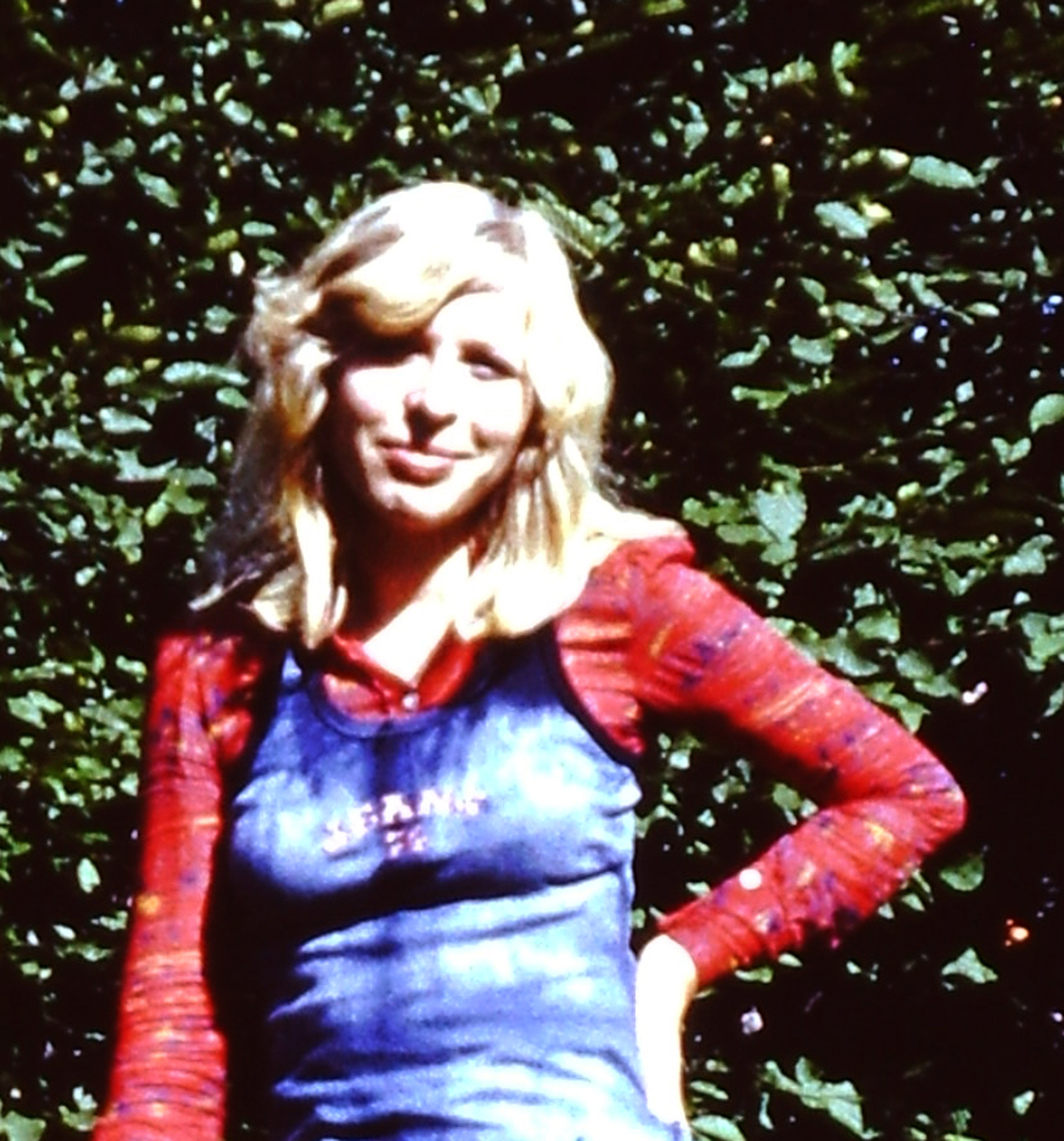
Christina Kubisch, 1974

Christina Kubisch (* 31. Januar 1948 in Bremen) ist eine deutsche Installationskünstlerin im Bereich Klangkunst.

## Biografie
Kubisch studierte von 1967 bis 1976 in Stuttgart, Hamburg, Graz, Zürich und Mailand Malerei, Musik, Komposition und Elektronische Musik. 1973 lernte sie den italienischen Künstler Fabrizio Plessi kennen, der in der Tradition von arte povera steht, sich aber zunehmend den Medien Film und Video öffnet. 1975–1979 tritt das Künstlerpaar bei Performances gemeinsam auf. Unter anderem in Liquid Piece (1975), das erste gemeinsame Werk, Two and Two (1976/77), Tempo Liquido (1978) und Water Face (1979, Uraufführung Aachen, Sammlung Galerie Ludwig), das letzte Gemeinschaftswerk, beschäftigen sie sich mit der Verbindung von Musik und Videokunst sowie Wasser, Plessis Hauptthema. Von 1980 bis 1981 studierte sie Elektronik in Mailand. 1980 begann sie Klanginstallationen und Klangskulpturen zu schaffen. 1983 Teilnahme an Aktuell 83. 1987 siedelte sie nach Berlin über und nahm an der documenta 8 teil.
Kubisch ist Preisträgerin des Kulturkreises im BDI von 1988 und erhielt verschiedene Stipendien. Zuerst das Barkenhoff-Stipendium, Worpswede 1988, dann das Arbeitsstipendium der Stiftung Kunstfonds, Bonn 1990. Danach folgten erste Installationen mit Solarenergie. 1991 erhielt sie das Arbeitsstipendium des Senats für Kulturelle Angelegenheiten in Berlin, und schließlich das Stipendium des Queen Elizabeth II Arts Council of New Zealand, Neuseeland. 1989 nahm sie eine Gastdozentur an der Jan van Eyck Academie in Maastricht wahr. 1990 bis 1991 erfüllte sie einen Lehrauftrag an der Kunstakademie Münster. 1991 bis 1994 hatte sie eine Gastprofessur an der Hochschule der Künste in Berlin inne. Von 1994 bis 2013 besetzte sie die Professur für Plastik/Audiovisuelle Kunst an der Hochschule der Bildenden Künste Saar in Saarbrücken.
1994 folgte ein Atelierstipendium des Senats von Berlin, danach eine Gastprofessur an der École nationale supérieure des beaux-arts de Paris sowie ein Aufenthaltsstipendium des DAAD in Paris. Seit 1997 ist sie Mitglied der Akademie der Künste Berlin. 1999 erhielt sie den Heidelberger Künstlerinnenpreis. Seit dem 11. März 2005 wird die Licht-Klang-Installation „Licht Himmel“ von Kubisch im Gasometer Oberhausen gezeigt.
2008 wurde Kubisch mit dem Ehrenpreis des Deutschen Klangkunst-Preises des Skulpturenmuseums Glaskasten in Marl ausgezeichnet, seit 2009 präsentierte sie dort ihr Werk. 2013 war sie Stadtklangkünstlerin der Stadt Bonn im Rahmen des Projektes bonn hoeren. 2016 war sie Stipendiatin der Künstlerresidenz Chretzeturm in Stein am Rhein/Schweiz.
Christina Kubisch ist seit 1999 Mitglied im Deutschen Künstlerbund. 2003 gehörte sie zur Auswahl der vierzig von über hundert Künstlern, die zwischen 1999 und 2003 zu DKB-Mitgliedern gewählt wurden, und an der Jubiläumsausstellung (100 Jahre Künstlerbund) in der Bundeskunsthalle in Bonn teilnahmen.
Kubisch lebt in Dahlwitz-Hoppegarten bei Berlin.

## Arbeitsweise
Kubisch verknüpft in ihren meist ortsbezogenen Installationen die visuelle und die akustische Wahrnehmung zu einer komplexen Raumerfahrung. Ihre Arbeiten vor Ort orientieren sich stark an den vorgefundenen konkreten Strukturen eines Ortes, gehen aber auch ebenso auf seine Atmosphäre und seine Geschichte ein. Daher sucht die Künstlerin vor allem solche Orte auf, die auf Grund ihrer Dichte des kulturellen Gedächtnisses viele „Resonanzmöglichkeiten“ haben.
Indem der reale Raumbezug aufgehoben, entgrenzt und neu konzipiert wird, wird auch der normale Wahrnehmungsmechanismus des Betrachters in Frage gestellt. Um den sowohl bekannten als auch in seiner Transformation unbekannten Raum identifizieren zu können, muss er in seinem Gedächtnis nach neuen Bezügen und schon vergessenen Erinnerungen suchen.
Es geht in der Arbeit von Kubisch um die Verschränkung von Imagination und Realität. Trotz der einfachen Mittel und der auf das Notwendige reduzierten Technik, die typisch für ihre Arbeitsweise sind, eröffnen ihre Installationen Wege der synästhetischen Wahrnehmung, die die hinter der realen Erscheinung verborgenen „anderen“ Realitäten sichtbar macht.

## Auszeichnungen
- 2021: Giga-Hertz-Preis für Lebenswerk
- 2021: Ehrenmitglied Deutsche Gesellschaft für Elektroakustische Musik

## Ausstellungen (Auswahl)
- 1985: Klanginstallationen. Gesellschaft für Aktuelle Kunst, Bremen.
- 1990: Zwischenräume IV, Skulpturenmuseum Glaskasten, Marl
- 1993: Wachträume, Kulturzentrum Alte Hauptfeuerwache, Mannheim
- 1996: Acht Säulen und ein Raum, Kunstverein Ulm
- 1999: Klang Fluß Licht Quelle, Klangkunstforum Park Kolonnaden, Berlin
- 2011: Electrical Walk Tallinn, Kumu, Tallinn, Estland, im Rahmen der Ausstellung gateways
- 2011: MO Schaufenster # 03: Christina Kubisch – Dichte Wolken, Museum Ostwall im Dortmunder U, Dortmund
- 2012: Jardin Solaire, permanente Installation, Goethe-Institut Nancy
- 2019: Electrical Moods, Stadtgalerie Saarbrücken